# パエトゥーサ
パエトゥーサ（古希: Φαέθουσα, Phaëthūsa）は、ギリシア神話の女神あるいはニュムペーである。長母音を省略してパエトゥサとも表記される。
- ヘーリオスの娘
- ヘーリアデスの1人

の2人が知られている。以下に説明する。

## ヘーリオスの娘
このパエトゥーサは、太陽神ヘーリオスとネアイラの娘で、ラムペティエーと姉妹。ラムペティエーとともにヘーリオスの不死の家畜たちをトリーナキエー島に移して世話をしたとされる。

## ヘーリアデスの1人
このパエトゥーサは、太陽神ヘーリオスとアイティオピアー王メロプスの妻クリュメネーの娘たちヘーリアデスの1人で、パエトーンと兄弟。一説に母は河神アーソーポスの娘ロデーで、ラムペティエー、アイグレー、パエトーンと兄弟であるという。パエトゥーサはパエトーンが死んだとき、他の姉妹たちとともにポプラの木に変わった。